# Laky János
Laky János (1798 körül – Érsekvadkert, 1848. április 7.) teológiai doktor, római katolikus plébános és alesperes.

## Élete
A gimnáziumot elvégezvén, az esztergomi főegyházmegye növendékpapjai közé lépett. A teológiát a bécsi Pázmány-intézetben 1820-ban végezte. 1821-ben az esztergomi papok intézetében alkalmazták; innét nevelőnek ment Blaskovich József fiaihoz Pestre. 1823-ban teológiai doktor lett és Misérdre küldték segédlelkésznek, 1826-ban Vágszerdahelyre. 1827-ben tanulmányi felügyelő lett a Pázmány-intézetben. 1832-ben a nagyszombati érseki líceumba helyeztetett át, ahol a történelem tanára és tanulmányi felügyelő volt; 1833-tól pedig a természettan, természetrajz és mezei gazdászat tanára. 1840. július 27-én plébános és kerületi alesperes lett Érsekvadkerten, ahol 1848. április 7-én szélütés következtében meghalt 50 éves korában.

## Írásai
Cikkei a Századunkban (1838. 25-28. sz. Utazási vázlatok I. Bécstől Linczig, II. Lincztől Ischlen keresztül Salzburgig, III. Salzburg és Gastein, IV. Salzburgból Münchenbe, V. Münchenből Berchtesgadenbe, VI. Berchtesgadenből Linczbe, VII. Mellékuton Linczből Bécsbe); a Természetben (1838. 13., 14. sz. A földrengésekről.)